# Paganus de Schenker
Paganus bijgenaamd de Schenker (Frans: Payen le Bouteiller, overleden tussen 1148-1152) was een Franse kruisvaarder die na de Eerste Kruistocht in het Heilige Land verbleef.
In 1120 wordt Paganus voor het eerst vermeld. Hij was toen de schenker van koning Boudewijn II van Jeruzalem. In 1132 komt Paganus voor als getuige voor Willem I van Bures, wanneer deze grondgebied doneert aan de Heilige Grafkerk. Schenker zou hij ook zijn voor de nieuwe koning Fulco V van Anjou, die nadat Roman van Le Puy in 1134 tegen hem rebelleerde, Paganus benoemde tot heer van Oultrejordain. Als nieuwe heer nam hij zijn intrek in de burcht van Montreal. Kort daarna gaf Paganus leiding aan de bouw van een nieuwe noordelijk gelegen burcht Kerak (dit wordt door historici enigszins betwijfeld; het kan gaan om de bouw van de burcht Montreal), die nog groter zou worden. Deze burcht zou het nieuwe hoofdkwartier worden van de heren van Oultrejordain. Hij wordt genoemd onder de edelen die aanwezig waren bij het Concilie van Akko in 1148, tevens kan dit zijn laatste vermelding in een charter zijn geweest.
Paganus overleed omstreeks 1148 waarna zijn neef Maurits van Oultrejordain het leen erfde van zijn oom.